# Aujac (Charente-Maritime)
Aujac település Franciaországban, Charente-Maritime megyében. Lakosainak száma 373 fő (2022. január 1.). Aujac Aumagne, Authon-Ébéon, Blanzac-lès-Matha, Courcerac és Migron községekkel határos.

## Népesség
A település népességének változása:
| Lakosok száma | 373  | 351  | 321  | 318  | 342  | 349  | 369  | 373  | 374  | 373  |
|               | 1968 | 1982 | 1990 | 2006 | 2013 | 2015 | 2017 | 2019 | 2020 | 2022 |